# Perineotomi

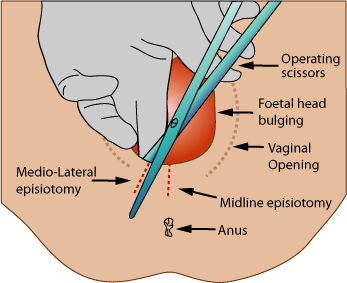
Illustration av medio-lateral perineotomi som utförs först då barnets huvud syns.

Perineotomi eller episiotomi (eller ibland klipp) är en metod vid förlossning som innebär att man "klipper" i mellangården eller perineum då barnet är på väg ut. Sedan sys detta ihop och får läka efter att barnet har fötts. Perineotomi görs för att minska risken för analsfinkterskada och de följder som detta kan innebära, .t.ex. analinkontinens.
Ett klipp innebär att man orsakar en skada intill slidans mynning genom hud, muskler och muskelfästen; strukturer som kan sys ihop. Man hindrar på så sätt skada på ändtarmsmusklerna. Det finns ett antal olika metoder som har olika fördelar och nackdelar, och i Sverige används huvudsakligen klipp till vänster om slidmynningen.
Världshälsoorganisationen (WHO) rekommenderar inte att man gör perineotomi på alla födslar, och i Sverige används ingreppet endast vid risk för barnets hälsa då man behöver avsluta en förlossning kvickt. Det finns stöd för ingreppet vid en ökad risk för analsfinkterskada som hos förstföderskor där man valt att använda sugklocka.